# 사타케 요시아쓰

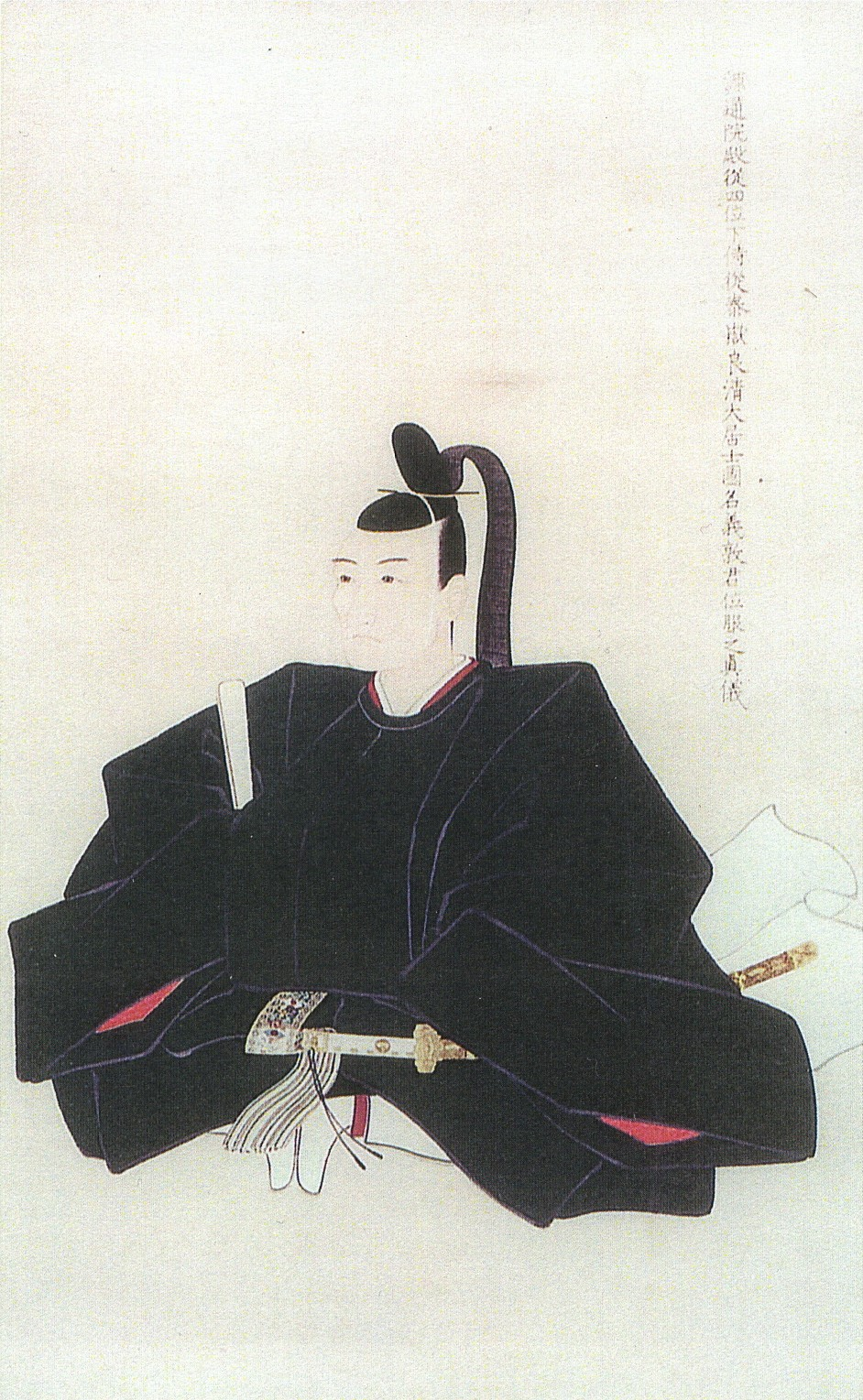
사타케 요시아쓰

사타케 요시아쓰(일본어: 佐竹義敦, 1748년 11월 24일 ~ 1785년 7월 6일)는 일본 에도 시대의 다이묘로, 구보타 번의 8대 번주이다. 초명은 요시나오(義直)이다. 어릴적 이름은 히데마루(秀丸)이고, 통칭은 지로(次郎)이며, 호는 쇼잔(曙山)이다. 관위는 종4위하, 시종, 우쿄노다이부(右京大夫)이다.

## 생애
간엔 원년(1748년), 구보타 번의 7대 번주 사타케 요시하루의 맏아들로 태어났다. 호레키 8년(1758년)에 아버지 요시하루가 사망하자 가문을 계승하였다. 호레키 13년 2월 15일에 쇼군 도쿠가와 이에하루를 알현하였고, 같은 해 12월 9일에 종4위하의 관위를 서임받았다. 메이와 2년(1765년) 4월 15일에 처음으로 영지 복귀를 허가받았는데, 이 무렵 구보타 번은 기근과 농촌의 황폐화, 사타케 소동 등으로 인해 혼란 상황에 놓여 있었다.

## 화가 요시아쓰

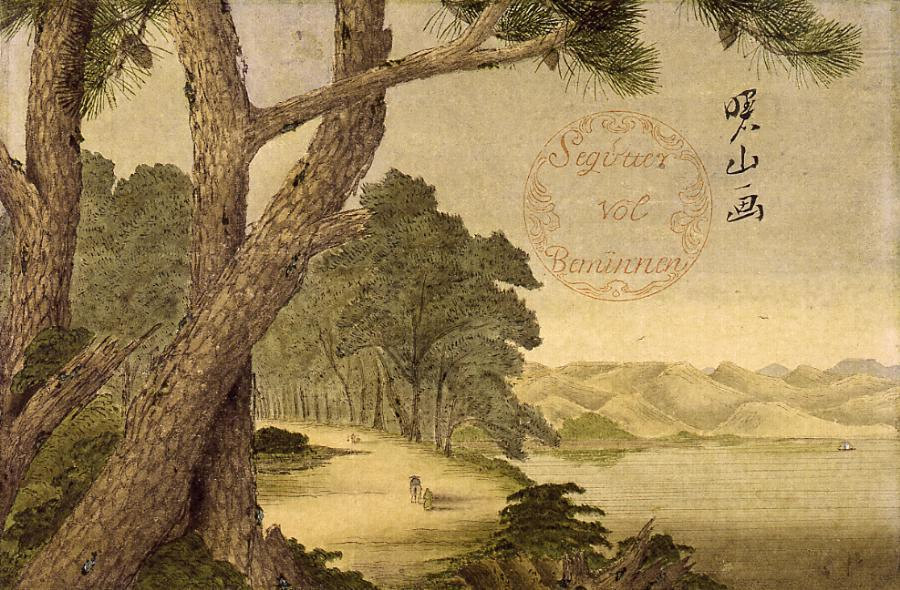
요시아쓰가 그린 〈호산풍경도〉

요시아쓰는 이러한 현실에서 도피하고자 하였는지, 그림을 그리는 것에서 안정을 찾았다. 회화에 천부적 소질이 있던 요시아쓰는 당시 최대 정통파로 알려진 가노 파로부터 그림을 배웠는데, 가노 파의 사람들은 단순히 다이묘로서의 취미거리로 즐기는 것이라 여겼으나 요시아쓰는 열의를 갖고 진심으로 그림을 그렸다. 그리고 번사이자 화가인 오다노 나오타케로부터도 가르침을 받았고, 나오타케를 히라가 겐나이 아래에서 수학하도록 명령하여, 서양 화법을 익힌 나오타케와 요시아쓰는 일본화에 서양화를 접목한 획기적인 화법을 만들어내었고, 이 화풍은 '아키타 파' 혹은 '아키타 난화(秋田蘭画)라 불렸다. 이들의 작품은 동판화의 영향을 많이 받았고, 근음영이 분명한 것이 특징이다. 또 두 사람은 《화법강령(画法綱領)》, 《화도이해(画図理解)》 등의 서양화론을 저술하여 일본 최초로 서양화론을 정리한 책을 펴냈다.
요시아쓰는 〈소나무에 당조도(松に唐鳥図)〉, 〈호산풍경도(湖山風景図)〉 등이 있으며, 방대한 양의 스케치를 그려 이를 《사생첩(写生帖)》으로 엮어내었다.

## 사망
그는 덴메이 5년(1785년)에 38세의 나이로 사망하였고, 맏아들 요시마사가 그 뒤를 이었다.
| 전임 사타케 요시하루 | 제8대 구보타 번 번주 1758년 ~ 1785년 | 후임 사타케 요시마사 |